# Зигсдорф
Зигсдорф (нем. Siegsdorf, бав. Siagsdorf) — коммуна в Германии, в земле Бавария.
Подчиняется административному округу Верхняя Бавария. Входит в состав района Траунштайн. Население составляет 8020 человек (на 31 декабря 2010 года). Занимает площадь 55,20 км².
Коммуна подразделяется на 6 сельских округов.